# Cratichneumon citrinus
Cratichneumon citrinus är en stekelart som först beskrevs av Cresson 1874.  Cratichneumon citrinus ingår i släktet Cratichneumon och familjen brokparasitsteklar. Inga underarter finns listade i Catalogue of Life.